# Johan Kraag
Johannes Samuel Petrus Kraag, mais conhecido como Johan Kraag (29 de julho de 1913 – Paramaribo, 24 de maio de 1996), foi um político surinamês. Foi presidente do Suriname entre 1990 e 1991.

## Carreira
Kraag era membro do Partido Nacional do Suriname. Ele serviu como Presidente dos Estados do Suriname de 1958 a 1963. Em 1963, Kraag ingressou no gabinete de Pengel como Ministro de Assuntos Sociais. Ele foi posteriormente nomeado vice-primeiro-ministro do Suriname também. Aposentou-se da política após as eleições gerais do Suriname de 1969, embora ainda fosse amplamente respeitado. O jornal surinamês De Vrije Stem sugeriu Kraag como candidato a embaixador na Holanda em 1974; em 1979, o jornal Nieuwe Leidsche Courant considerou-o como um potencial sucessor do presidente Johan Ferrier.
Depois que a democracia foi restaurada em 1987, Kraag aceitou o título de "Presidente Honorário" do NPS. No entanto, ele se juntou à ala moderada do partido, que protestou contra o controle rígido do líder Henck Arron nas decisões internas do partido.
 

Em 22 de dezembro de 1990, Bouterse renunciou ao Exército após um desentendimento com o presidente Ramsewak Shankar. Em 24 de dezembro, um golpe militar conhecido como "golpe telefônico" derrubou o presidente Shankar, e Ivan Graanoogst foi nomeado presidente interino. Em 29 de dezembro, Kraag foi escolhido pela Assembleia Nacional como Presidente do Suriname. Jules Wijdenbosch, um seguidor de Bouterse, foi nomeado vice-presidente. Em 30 de dezembro, Kraag aprovou o pedido do Exército para restabelecer Bouterse como Comandante do Exército, e Bouterse retornou oficialmente em 1º de janeiro de 1991. Em 16 de setembro de 1991, Kraag foi sucedido por Ronald Venetiaan.